# تفكك متوسط بلا معنى

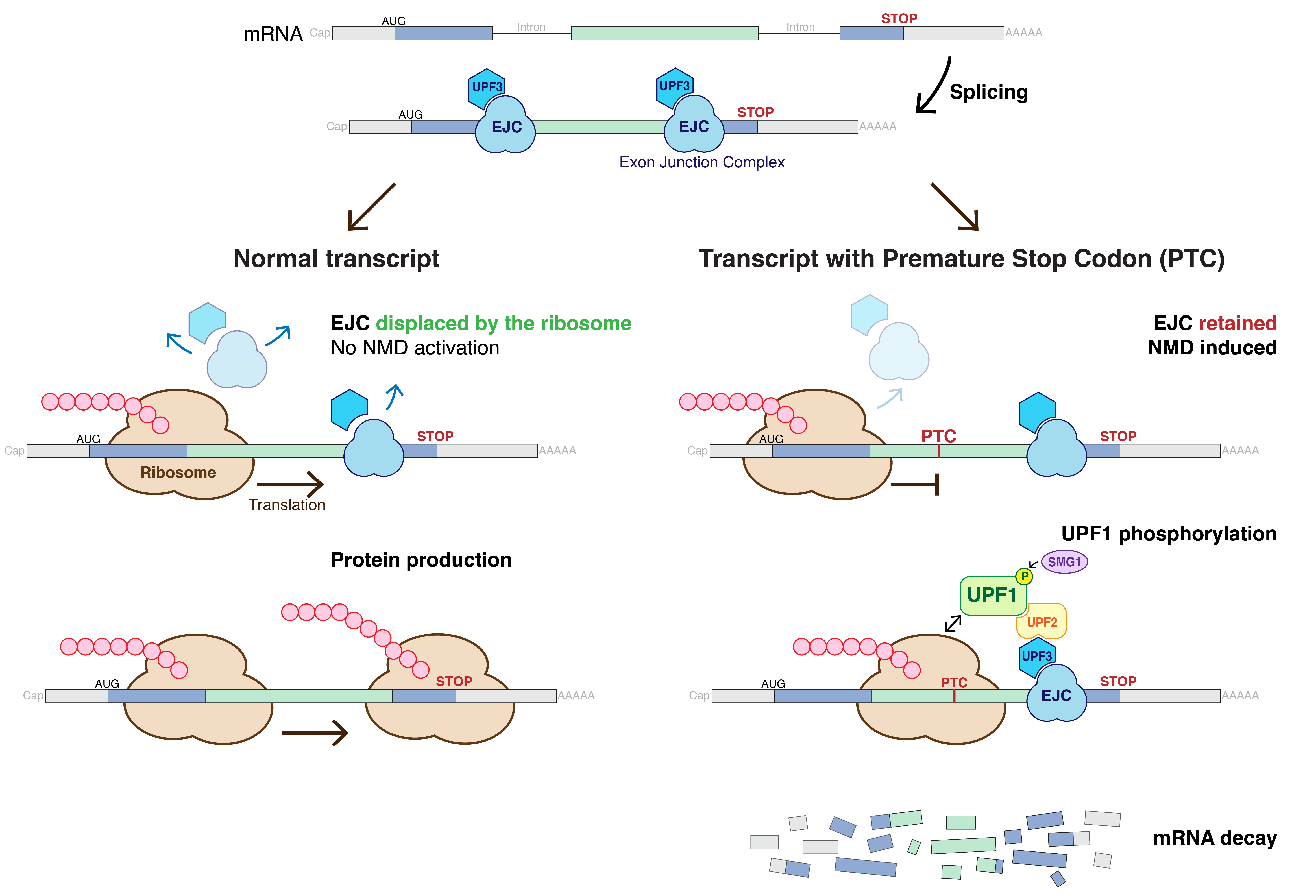
مخطط توضيحي لمسار التفكك المتوسط بلا معنى.

تفكك الرنا الرسول المتوسَط بلا معنى (NMD) هو إحدى آليات مراقبة الرنا الرسول التي تتواجد لدى جميع حقيقيات النوى.، ووظيفتها الأساسية هي تخفيض الأخطاء في التعبير الجيني عبر التخلص من نسخ الرنا الرسول التي تحتوي على كودونات توقف مبْتسرة. يمكن في بعض الأحيان أن تؤدي ترجمة نسخ الرنا الرسول المعيبة هذه إلى كسب وظيفة ضارة أو نشاط سلبي سائد في البروتينات الناتجة.
وُصفت آلية التفكك المتوسط بلا معنى أول مرة في الخلايا البشرية سنة 1978 في نفس الوقت تقريبا. وهذا يشير إلى انحفاظ سلالي كبير ودور بيولوجي مهم لهذه الآلية المثيرة للاهتمام. اكتُشف التفكك المتوسط بلا معنى حين تم إدراك أن الخلية تحتوي في كثير من الأحيان على تراكيز منخفضة غير متوقعة من جزيئات الرنا الرسول التي نٌسخت من أليلات تحتوي على طفرات هرائية. يمكن أن تُشفِّر الطفرات الهرائية كودون توقف مبتسر يتسبب في تقصير البروتين الناتج، وهذا البروتين المبتور يمكن أو لا يمكن أن يكون وظيفيا وذلك حسب الكمية التي تم بترها. في علم الوراثة البشري، لا تنحصر إمكانية التفكك المتوسط بلا معنى في تحديد ومنع ترجمة البروتينات المعبية فحسب، فبإمكانها في بعض الأحيان التسبب بتأثيرات ضارة في بعض الطفرات الجينية.